# FORTUNE TRINITY 時空のダイヤモンド
『FORTUNE TRINITY 時空のダイヤモンド』（フォーチュントリニティ じくうのダイヤモンド）は、2023年10月から稼働を開始した大型マスメダルプッシャーゲーム。発売元はコナミアミューズメント。FORTUNE TRINITYシリーズとしては5作目にあたる。

## 概要
本作は、通常時の基本的な流れやルールは前作『4』から受け継いでおり、ゴールボーナスやステーションチャレンジのレベルアップ方式を採用。また本作は各JACKPOT CHANCE開始前などにメインキャラクターのサニー（声：宮下早紀）がナビを務めるようになった他、PIRATES JACKPOT CHANCEからLEGEND MODEに突入できるルートが追加された。
前作では片側にしかなかった筐体内のホッパーが増設され、クレジット残高から左右同時にメダル投入できるようになった。それに伴い真ん中にあったエントリーパネルが無くなり、『2』以前の広々とした手元に戻っている。
前作と同様に、e-AMUSEMENT PASSまたはAmusement IC対応のカードはもちろんe-AMUSEMENT PASS機能対応端末に対応した携帯電話を用いてのプレイが可能、リーダーは前作と同じ場所に設置。

### 100円貸出機能
4作目と同じく、初期設定の場合は400円以下の場合は内部抽選で設定された回数分抽選してボーナスを決め、獲得でき、500円の場合はSPボーナスルーレットという、オーブを使って物理抽選を行い様々なボーナスを獲得するものが行われる。そして、決めた報酬に合わせて、メダルを直接獲得できる。ボーナスルーレットの有無やメダル枚数などは店の設定で変更可。

### マイページボタン
新設されたテンキーを使って操作できるようになった。

## 基本ルール
投入口からフィールドにメダルを投入し、プッシャーを用いてメダルに加えオーブ・スフィアを落としていく。プッシャーフィールド上段前端にスタートチェッカーが3つあり、ここにメダルが入ると、液晶画面上のスロットが回転する。スロットは最大10回転まで保留可能であり、画面下にストックが表示される。保留が一杯になった状態からさらにチェッカーにメダルが入るとストックレベルが上昇し、当選時のメダル払い出し枚数が増える。最大レベルは5。
レベルごとの払い出し枚数は前作と同様20枚→40枚→60枚→80枚→100枚となっている。
確変中にスロットが当選した場合、メダル、オーブ、スフィアの払い出しが通常の2倍になる。今作のスロットは確変中の場合でも常に3リール1ライン固定となっており、ダブルWIN、トリニティWIN(ビクトリーWIN)の当選が廃止された。

### スロットの当選役[4]
222 / 444 / 666 / 888
メダル払い出し（20枚(確変中は40枚)×レベルの数）。ゴールステップが1つ進む。
111 / 333 / 555
メダル払い出し（20枚(確変中は40枚)×レベルの数）+確変モード（ゲーム数：10回）に移行。確変中の場合、残り回数5回追加。ゴールステップが1つ進む。
777
LEGEND MODE突入。
オーブ
オーブ1個(確変中は2個)払い出し。
スフィア
スフィアボール1個(確変中は2個)払い出し。
スカイ
SKY ROULETTE突入。
ルビー / サファイア / トパーズ
確変モード、LEGEND MODE中のみ。出現するだけで当選。ゴール時にゴールボーナスとして、ためた数✕GOAL BONUSで抽選した倍率の数の配当を得られる。
ダイレクト
LEGEND MODE中のみ。直接ステーションチャレンジに移行。
なお今作のスロットは、オーブ・スフィア・各種宝石を除く当選が99回転連続で起こらなかった場合、次回転でオーブ・スフィア・各種宝石を除くいずれかの当選が確定する。

## ステーションチャレンジ
フィールドからオーブ又はスフィア3個(後述)を落とすことで、ステーションチャレンジへと進む。抽選前に「トレジャータイム」と呼ばれるミニゲームが発生（後述）。トレジャータイム終了後に、「トリニティクルーン」でどのルーレットに挑戦するかを決定。次に液晶画面上部「パーソナルクルーン」の抽選ポケットへと落ちた瞬間に、画面上のルーレットが停止。表示された配当が支払われる。
以下、各色の盤面における各マスの役について記す。
20
メダル20枚払い出し。その後「50」に進化。
50
メダル50枚払い出し。その後「JPチャンス」に進化。ステップボーナスレベルが上昇。
JPチャンス
当選した種類のジャックポットチャンスを獲得。その後、ルーレット盤面は初期状態にリセット。
オーブ+スフィア×2
フィールドにオーブ1個、スフィア2個払い出し。

初期状態は20が8マス、JPチャンスが1マス、オーブ+スフィア×2が1マス。
なお各色のルーレット盤面がすべて初期状態となった場合は、各ルーレット盤面の20WINのうち1つがJPチャンスに昇格する。

### トレジャータイム
ステーションチャレンジのオーブを用いた各クルーン抽選前に行われるミニゲーム。
制限時間は30秒。メダル投入とスタートチェッカー入賞でゲージを貯め、ゲージを1本貯める度にメダル払い出しや、ルーレット盤面のレベルアップの恩恵が受けられる。また、画面の左右どちらかの端に表示されている宝箱の外見で期待値が変化し、下から茶→青→赤の順に盤面のレベルアップと高配当が出やすい。これら宝箱とは別に、「レベルアップ」と書かれたアイコンが表示される場合もあり、その場合はその時のゲージを貯め切ればいずれかの盤面のレベルアップが確定する。ゲージは最大9本で、9本目のゲージを貯め切ると残り時間があっても強制終了となり、「残りタイムボーナス」として残り時間の秒数に応じた配当が払い出される。

## スフィア[4]
スフィアを落とした際は、スフィアから出たボーナスを得られる。また今作では、3つ落とすことでステーションチャレンジに挑戦できる。
メダル
メダル5枚,10枚,50枚,99枚払い出し。
宝石
ルビー / サファイア / トパーズのどれかが1個,5個増える。
スフィアルーレット
スフィアルーレットへ突入。

### スフィアルーレット
フィールドからスフィアボールを落とし、スフィアルーレットが出現するとスフィアルーレットへと進む。トリニティクルーンにオーブが投入され、3種類あるルーレットのいずれかを決定する。ルーレットに応じて配当と盤面構成が異なる。
赤：「情熱（じょうねつ）のレッド」
中間型。メダル(25枚,50枚,300枚)が6マス、IRON  JACKPOT CHANCEが2マス、オーブ2個が1マス、SKY ROULETTEが1マス。
青：「麗し（うるわし）のブルー」
安定型。メダル(50枚,100枚)が6マス、PIRATES  JACKPOT CHANCEが2マス、オーブ2個が1マス、SKY ROULETTEが1マス。
黄：「狂気（きょうき）のイエロー」
変動型。メダル(25枚,500枚)が6マス、PHARAOH JACKPOT CHANCEが1マス、オーブ2個が1マス、SKY ROULETTEが1マス、LEGEND MODEが1マス。LEGEND MODE中はLEGEND MODEのマスはオーブ2個になる。

## GOAL BONUS[4]
777、オーブ・スフィア・各種宝石を除く図柄が揃った場合、画面左側に表示されているゴールステップが1ラインにつき1つ進む。
このステップが累計6つたまると、GOAL BONUSに挑戦。最初に宝石の色をトリニティクルーンで抽選し（赤：ルビー、青：サファイア、黄色：トパーズ）、そしてパーソナルクルーンの抽選で選ばれた配当を抽選し決定。選ばれた色の宝石数×決定された倍率（通常は2倍、3倍、4倍、10倍）の数の分のメダルが払い出される。GOAL BONUS終了後に選ばれた色の宝石数は初期値へ戻る（チャンス中のJPチャンスを当選した場合も同様）。
今作は判定ラインの針が振り子のように左右に揺れており、中央に近いほど配当が高くなっている。
また、筐体で直近で当選したジャックポットの色がチャンス中となり、チャンス中の色では最も配当の高い10倍のマスがその色のジャックポットチャンスとなる。　
GOAL BONUSで獲得した配当の払い出しが終わると、サービスオーブとしてオーブが払い出される。　　　　　　　　　　　　　　　　　　　　　　　　　　　　　　　　　　　　　　　　　　　　　　　　　　　　　　　　　　　　　　　　　　　　　　　　　　　　　

## JACKPOT CHANCE
JACKPOT CHANCEは3種類存在し、それぞれ抽選方式が異なる。「IRON JACKPOT」は抽選次第で1000枚～最大20000枚、「PIRATES JACKPOT」はプレイヤーのメダル投入枚数でプログレッシブ値が上昇（工場出荷状態で1枚あたり0.01上昇）、「PHARAOH JACKPOT」はPHARAOH JACKPOT CHANCEでJP獲得出来なかったときの獲得枚数に応じてプログレッシブ値が上昇（工場出荷状態で獲得枚数×1）。

### 赤 IRON（アイアン） JACKPOT CHANCE
ボールを用いた連続抽選。上部に到達しポケットから落ちたボールが柱にぶつかりながら落ちて再びポケットに入り、入ったポケットの色に応じて各種配当を獲得する。ポケットにはトランプで使われているマークが書かれており、後述の「裏 IRON JACKPOT CHANCE」で使用される。緑色のアウトポケットに入るまで抽選継続。
桃（ハート）
10WIN+ダブルアップステップが1つ増える。ダブルアップチャンス獲得済みの場合は倍率が上昇。
青（ダイヤ）/ 黄（スペード）
10WIN+3回入るとJPステップが1つ増える。JPステップが増えるのは各色1回のみ。
緑（クローバー）
アウトポケット。抽選開始2球目まではアウト無効(配当なし)。3球目以降は100WIN+抽選終了。
抽選開始から3球連続で緑のみに入賞して抽選終了した場合は「3OUT BONUS」として追加で100枚の配当がある。
JACKPOT
JPステップが1つ増える。
JPステップを獲得すると1回目は+20枚、2回目は+30枚、3回目でJACKPOT確定（+1000枚）、以後は獲得する度に+1000枚となる。「ダブルアップステップ」ポケットは抽選終了時に3回以上入賞していると、抽選終了後のダブルアップチャレンジへの挑戦権を得られる。3球目以降に緑ポケットに入るか、プログレッシブ値が設定値（工場出荷状態、最高9999枚）になると抽選終了。

#### ダブルアップチャレンジ
ダブルアップステップが3つ以上溜まった状態で抽選を終了するとダブルアップチャレンジが発生。PIRATES JACKPOT CHANCEの倍率抽選機を用い、画面にて中継で抽選し、入った色の倍率がプログレッシブ値と掛け合わされる。初期状態（入賞が3回のみの場合）は黄ポケットのみ2倍、青ポケット、赤ポケットが1倍だが、もし本抽選で4回入賞した場合は青か赤のどちらかが2倍、5回入賞した場合はそのどちらも2倍となる。6回以上入賞してもそれ以上倍率は上がらない。
最高獲得枚数は10000(セグ表示は9999)×2=20000枚。なお、×1の場合は9999枚となる。

#### 裏 IRON JACKPOT CHANCE
e-AMUSEMENT PASSまたはAmusement IC対応のカードを使用し、ゲームをプレイして貯められる「FTポイント」を100ポイント消費してJPチャンス獲得することで挑戦権を得られる。当日のみ無制限に有効で、翌日以降は再び100ポイント必要。
5球固定で抽選され、ポーカーの役を成立するゲーム。フルハウス以上の役が成立するとJACKPOT獲得。さらに赤色のJACKPOTポケットに3回入賞することでもJACKPOT獲得(1000枚、以降は入る度に+1000枚)となる。役と配当は以下の通り。
ワンペア：200WIN
同じ色（マーク）に2回入賞。
ツーペア：300WIN
2色に2回ずつ入賞。
3カード：500WIN
同じ色（マーク）に3回入賞。
ストレート：500WIN
5種類全てのポケットに1回ずつ入賞。
フルハウス：1500WIN(裏 IRON JACKPOT)
1色に2回、もう1色に3回入賞。
4カード：2000WIN(裏 IRON JACKPOT)
同じ色（マーク）に4回入賞。
5カード：5000WIN(裏 IRON JACKPOT)
同じ色（マーク）に5回入賞。
最高獲得枚数はJACKPOTポケットに5回入賞した際の5000+1000×3=8000枚。

#### GROUND JACKPOT CHANCE
2024年12月18日のアップデートで追加されたもう一つの裏 IRON JACKPOT CHANCE仕様で、『FORTUNE TRINITY 3 〜三神獣の秘宝〜』にあった「GROUND JACKPOT CHANCE」とは若干のルールが異なる。
桃（ハート）のOUTポケットに入ると抽選終了だが最初の2球はOUTは無効になる（FT3と同様にOUT無効時のOUTの配当は50枚）。
ポケットは、緑（クローバー）ポケットでの「10」、青（ダイヤ）ポケットでの「50」、桃（ハート）ポケットでの「OUT・50」、黄（スペード）ポケットでの「PIRATES JPC STEP」（配当自体は0枚）、「JACKPOT」の5種類。
「JACKPOT」ポケットに入ると1回目は+20枚、2回目は+30枚、3回目でJACKPOT達成（+1000枚）、以後は入る度に+1000枚となる。「PIRATES JPC STEP」は3回入るとPIRATES JACKPOT CHANCEへの挑戦権を獲得できる。(予めマイページで裏 PIRATES JACKPOT CHANCEの設定をしていれば裏 PIRATES JACKPOT CHANCEへの挑戦権を獲得できる。)
最高獲得枚数は9999枚となる。
e-AMUSEMENT PASSまたはAmusement IC対応のカードを使用し、ゲームをプレイして貯められる「FTポイント」を100ポイント消費してJPチャンス獲得することで挑戦権を得られる。当日のみ無制限に有効で、翌日以降は再び100ポイント必要。

### 青 PIRATES（パイレーツ） JACKPOT CHANCE
大型のボールを用いたルーレット抽選。前作およびその前身『フォーチュンオーブ』シリーズ3作の抽選機と類似している。
最初に右側のルーレットで倍率抽選。3色のポケットにそれぞれランダムで倍率が振り分けられ（1倍～4倍）、入った色の倍率が配当倍率となる。倍率の高低は高い方から黄、赤、青の順で固定され(後述の「C」によるボーナスを除く)、黄ポケットは3倍以上が確定で出現する。今作では稀に青ポケットに「C」が出現し、「C」に入賞すると左右のルーレットの間にある画面に表示されたボーナス(1倍～4倍+追加配当)を獲得できる。ボーナスの種類は、1倍＋LEGEND MODE・1倍＋SKY ROULETTE・2倍＋スフィア2個・3倍＋スフィア3個・4倍＋スフィア4個の5種類。
続いて左側のルーレットで配当抽選。12ポケットで構成され配当は100枚（確率3/4）・300枚（1/6）・PIRATES JACKPOT（1/12）の3種類。左側のルーレットのポケットの100枚では1～9の数字が、300枚・PIRATES JACKPOTではCHANCEが書かれており、後述の「裏 PIRATES JACKPOT CHANCE」で使用される。

#### 裏 PIRATES JACKPOT CHANCE
2024年8月1日のアップデートで追加された裏 JACKPOT CHANCE。e-AMUSEMENT PASSまたはAmusement IC対応のカードを使用し、ゲームをプレイして貯められる「FTポイント」を100ポイント消費してJPチャンス獲得することで挑戦権を得られる。当日のみ無制限に有効で、翌日以降は再び100ポイント必要。
最初に右側のルーレットで赤(十字形のビンゴカード)・青(通常のビンゴカード)・黄(青に比べ中央部のみ欠けたビンゴカード)のいずれかのビンゴカードが抽選され、左側のルーレットで番号を抽選しビンゴを成立させることでJACKPOTを獲得できる。また、左側のルーレットでCHANCEポケットに入賞した場合、右側のルーレットに有利な数字が3色のポケットに振り分けられ再抽選する。さらに2ラインまたは3ラインでビンゴすると、JACKPOTが2倍,3倍の配当となる。
CHANCEポケット入賞時の再抽選の時に現れる番号のパターンは以下の通り。
- 青ポケットは必ずリーチ番号
  - リーチ番号が複数存在している場合、一番多くラインでビンゴ出来る番号が優先
  - 選択されているビンゴカードにリーチ番号が存在しない場合は「J」が必ず出現し、入賞するとJACKPOT 1倍獲得
- 黄色は基本的にオープン番号(ただし、既にリーチ番号以外全て埋まっている場合はノーオープン番号)
- 赤ポケットは基本的にノーオープン番号(ただし、オープンできる番号が残っている場合はオープン番号が出現することもある)

配当は以下の通り。
ノーオープン：200WIN
色のついている番号、またはカードにいない番号のポケット入賞。
オープン：300WIN
色のついていない番号(白)のポケット入賞。
1LINE BINGO：裏 PIRATES JACKPOT(1倍)
再抽選で右側のルーレットの「J」に入賞するかいずれかのビンゴカードで1ラインでのビンゴをさせる必要がある。
2LINE BINGO：裏 PIRATES JACKPOT(2倍)
いずれかのビンゴカードで2ラインでのビンゴをさせる必要がある。
3LINE BINGO：裏 PIRATES JACKPOT(3倍)
青のビンゴカードの「」のリーチ状態で真ん中の番号による3ラインでのビンゴをさせる必要がある。

### 黄 PHARAOH（ファラオ） JACKPOT CHANCE
センタースクリーン右下のドラム型の抽選機を使って行われるビンゴ抽選。縦、横、斜めのいずれかに金色のパネルを3つ繋げるとJACKPOT獲得。チャンスは3球。今作は各ステーションの抽選機は使用せず、直接ドラム型抽選機を使って行われる。ボールには鉄釘が仕組まれており、抽選機の磁石に引きつき、上に持ち上げられ、奥のゲートを通過した時点で配当を決定する。
メダルパネル（30、50、100、200～）
記載された枚数分が獲得枚数に加算される。基本的に30WINのパネルであるが、変化後にリーチとなるパネルがある場合は50WINのパネルとなる。30、50WINのパネルに当選した場合は金色の100WINのパネルへ変化する。100WINのパネルに当選した場合は200WINへ変化する(色の変動はなし)。
FREE
抽選開始前にランダムで一箇所配置される金色のパネル。1球復活し、FREE BONUSルーレットが行われ、+1球か100枚のどちらかが当たる。
JP
リーチとなった箇所に出現。JACKPOTが確定すると、現在のPHARAOH JACKPOTの枚数が獲得枚数に加算される。JPパネルが当選した場合は、そのパネルは100WINに変化する。
抽選終了までに複数回当選した場合でも、PHARAOH JACKPOTの枚数が再度加算される(PHARAOH JACKPOTが2倍,3倍…の配当となる)。
JPパネルが出現せず(リーチが成立せず)に抽選終了した場合、「NO REACH BONUS」として追加で250枚の配当がある。
JPを獲得できなかった場合は獲得した枚数がPHARAOH JACKPOTの配当として加算される。(標準設定で獲得枚数の分だけ上昇、JP獲得した場合は初期値にリセットされる)

#### フォーチュンジャックポットチャンス
2024年3月22日のアップデートで追加された裏 PHARAOH JACKPOT CHANCE仕様で、JACKPOT獲得後のステップボーナス(上乗せ抽選)・JP獲得出来なかったときの獲得枚数分の配当の加算(赤・青のボーナス配当獲得時は除く)にも対応している。
e-AMUSEMENT PASSまたはAmusement IC対応のカードを使用し、ゲームをプレイして貯められる「FTポイント」を100ポイント消費してJPチャンス獲得することで挑戦権を得られる。当日のみ無制限に有効で、翌日以降は再び100ポイント必要。
PHARAOH JACKPOT CHANCEと同様にJPを獲得できなかった場合は獲得した枚数がPHARAOH JACKPOTの配当として加算される。(標準設定で獲得枚数の分だけ上昇、獲得枚数が固定されているフォーチュンJPを獲得した場合、PHARAOH JPの配当は初期値にリセットされる)
また、PHARAOH JACKPOT CHANCEのドラム抽選機が故障している場合は強制的にフォーチュンジャックポットチャンスに挑戦することになる。
抽選方法はフォーチュントリニティ2のJACKPOT CHANCEのルールを参照

### 抽選機が故障している場合の対応
IRON JPC抽選機またはPIRATES JPC抽選機が故障している場合は該当のJPCは、PHARAOH JPCの抽選方式で抽選が行われる（その場合のIRON JPの枚数はPHARAOH JPの枚数と共有）。PHARAOH JPC抽選機が故障している場合はフォーチュントリニティ2のフォーチュンジャックポットチャンス(稼働開始時から代用が可能で抽選方法は上記のリンクから参照)で代用される。（ステップボーナスに応じた上乗せ抽選はそもそも抽選機が故障しているため、無し）。また、抽選機が調整中の際は、センター画面の右上に（JPC抽選機のビジュアル）調整中の表記がある（大抵の店ではそれを示すお知らせとフォーチュンジャックポットチャンスが挑戦できる趣旨のポップが貼られる）。

## JACKPOT獲得後
上乗せ抽選
ステーションチャレンジかゴールボーナスからジャックポットチャンスを獲得した場合は、ステップボーナスに応じた上乗せ抽選が行われる。抽選方法に前作からの変更はないが、配当はジャックポットの配当や演出に依存しなくなった。
演出終了後
ジャックポット演出終了後は全てのステーションで、ゴールボーナスの際にチャンス中となる色がジャックポットの色となる。
また、このゴールボーナスのチャンス色は他ステーションがジャックポットを獲得した直後ではなく、演出・払い出しが終わってからチャンスの色が変化する仕様となっている。
その他
センター払い出しホッパーが何らかの事情で半分の3列以下しか作動しない場合は、他のプッシャーマシン同様ステーションからの払い出しとなる。店舗側の設定でも、センターユニットを使わずステーションからの払い出しのみにできる（その場合はセンターのメイン液晶には「センター払い出し 調整中」と表示され、上乗せ抽選も発生しない）。また、使用不可能のホッパーがある場合は、センター右画面上部にそれを示す表示も出る。

## SKY ROULETTE
スロットでスカイが揃う、またはスフィアルーレットからスカイを当てる、100円貸出機能のボーナスルーレットからスカイを当てる、PIRATES JACKPOT CHANCEのCHANCEポケットトレジャーからスカイを当てるとSKY ROULETTE(スカイルーレット）に突入する。筐体の天井にある直径約3メートルの巨大ルーレットが回転し、自分のステーションで停止した報酬を獲得する。
当選役一覧
メダル(100WIN,200WIN,500WIN)
オーブ2個
スフィア5個
IRON JACKPOT CHANCE
PIRATES JACKPOT CHANCE
TRINITY SLOT
液晶画面が切り替わり特殊なスロットが回転する。各種JACKPOT CHANCE(IRON・PIRATES・PHARAOH)または各種JACKPOT CHANCEすべてに挑戦できる「ALL JACKPOT CHANCE」のどれかが当選する。
ALL SKY ROULETTE
ALL SKY ROULETTE発動。プレイヤー全員がSKY ROULETTEの参加権を得てもう一度抽選を行い、参加中の全員が配当を獲得できる。ALL SKY ROULETTEを当選したステーションとその反対側のステーションはJACKPOT CHANCEが当たる可能性が高くなっている。 ALL SKY ROULETTEでは仕様上「TRINITY SLOT」と「ALL SKY ROULETTE」は当選しない。

## LEGEND MODE
スロットで「777」が当選または、スフィアルーレットでLEGEND MODEを当選、PIRATES JACKPOT CHANCEのCHANCEポケットトレジャーからLEGEND MODEを当選、100円貸出機能のボーナスルーレットでLEGEND MODEを当選すると「LEGEND MODE（レジェンドモード）」に突入する。ルールはスロットもステーションチャレンジも基本的に前作以前の同モードを踏襲されているが、前作は揃うことが無かったスフィアは今作では揃うようになった。
スロットは専用のものに切り替わり、メダルマーク（ストックレベル1つにつき10枚、最大で10枚×レベル5=50枚）が高確率で揃い当選する。
通常時と同じくオーブを落とすかスフィアを3つ落とすことに加え、スロットでダイレクトが揃い当選するとステーションチャレンジへと進む。このモードのステーションチャレンジでは、トレジャータイムはなく、1/6でJPチャンスとなる専用のルーレットで抽選する。
今作の新要素として、獲得枚数500枚ごとに「5→4→3→2→初代」の順にBGMと背景が切り替わる。2000枚到達で初代のBGMと背景になるが、それ以降は変化しない。
以下、LEGEND MODE中の専用のルーレット盤面における各役について説明する。
配当（100 - 400WIN）
初期値は100枚。入賞すると終了ポケットに変わり、そのルーレットの他の配当ポケットの配当が100枚上昇。つまり終了が1つ増える度に100枚ずつ上昇していく。
終了
レジェントモード終了。
JPチャンス
各種JACKPOTチャンスに挑戦できる他、そのルーレットの全配当ポケットが初期状態の「100WIN」にリセットされ、終了が無くなる。

なお、400WINが当選し、終了以外の配当ポケットが残り一つになると、その配当ポケットも各種JPチャンスへと変更される（JPチャンスの確率が1/3になる）。その状態でJPチャンスを引くと、1つだけ残った配当ポケットから変化したJPチャンスのポケットを含めて、初期状態の終了は1つもない全配当ポケットが100WINの状態へとリセットされ、上述のPIRATES JACKPOT CHANCEのCHANCEポケットトレジャーからLEGEND MODEを当選した場合、全てのルーレットの配当がリセットされる。

## アップデート状況
- 2023年5月25日〜6月5日 - ラウンドワン横浜駅西口店にてロケテスト実施
- 2023年10月下旬 - 稼働開始
- 2023年11月20日 - 公式サイトオープン
- 2024年3月22日 - ランキング&フォーチュンマップ2ページ目追加とファラオジャックポットチャンスの裏ジャックポットチャンスである「フォーチュンジャックポットチャンス(フォーチュントリニティ2)」が追加
- 2024年8月1日 - フォーチュンマップ3ページ目追加と「裏パイレーツジャックポットチャンス」が追加
- 2024年12月18日 - フォーチュンマップ4ページ目追加と「GROUND JACKPOT CHANCE」が追加